# 黒岩村 (新潟県)
黒岩村（くろいわむら）は、かつて新潟県中頸城郡にあった村。

## 沿革
- 1889年（明治22年）4月1日 - 町村制施行に伴い中頸城郡黒岩村が村制施行し、黒岩村が発足。
- 1901年（明治34年）11月1日 - 中頸城郡水源村（一部）と合併して、黒岩村を新設。
- 1955年（昭和30年）3月1日 - 中頸城郡柿崎町、下黒川村、黒川村と合併し、柿崎町を新設して消滅。